# Magyar retorikatörténet
A magyar retorika története a retorika művelésének és tanításának története. A régiek Arisztotelésszel ellentétben nem három, hanem négy fajtáját különböztették meg a beszédeknek: egyházi, politikai, törvényszéki és akadémiai – egyéb alkalmi beszédek. Az alkalmi és egyházi beszédek ékességük miatt (s nem témájuknál fogva) azonban Arisztotelész harmadik kategóriájába, a bemutató beszédekhez tartoznak.

## Egyházi beszédek
A magyar egyházi szónoklás korszakai Kudora János felosztásában:
- a hittérítés kora (a honfoglalástól 1116-ig)
- a hitfenntartás kora (1116–1526)
- hitviták kora (1526–1790)
- nemzeti újjáébredés kora (1790–1896)

A következő korszakok ezek lehetnek:
- a nagy egyházi beszédek, Prohászka Ottokár, Mindszenty József, Ravasz László kora (1896–1948)
- elnyomás (1948–1989)
- a demokrácia kora (1989-től)

### A hittérítés kora
A magyar egyházi szónoklat egyidős a kereszténység felvételével. A papok kezdetben latinul prédikáltak, de később megtanulhattak magyarul. Szent Gellért legendájából Gellért szónoki képességeire lehet következtetni. A papoknak két fő feladatuk volt, oklevelek írása és a prédikálás. Az oklevélírás technikáját francia egyetemeken sajátították el, ahogy a retorika is a trivium része volt. A prédikáció gyakorlata viszont az ókortól kezdve adott volt. Ismerték a beszéd retorikai felépítését. A Halotti beszéd és könyörgés tökéletesen, logikusan felépített, kerek egész. Szent Ferenc legendája is szép példa a korabeli beszédekre.

### Hitfenntartás kora
Ebben a korban az egyházi beszéd mellett már a politikai beszéd is virágzott, a vezető szerep azonban még mindig a prédikációké. A korszakból Temesvári Pelbárt és Laskai Osvát emelkedik ki. Mindketten ferences rendiek voltak, ez mutatja, hogy a korban milyen fontos szerepet töltöttek be a megalakuló rendek, a szerzetesek feladata volt ugyanis prédikálás. Laskai Osvát két nagy beszédgyűjteményt írt, a Stellariumot és Pomeraniumot.

### Hitviták kora
A 16. században teret nyert a reformáció. A protestáns prédikációtörténet első korszaka 1557 és 1649 közé tehető. ekkor működött Szenczi Molnár Albert, Bornemisza Péter, Félegyházi Miklós, Méliusz Péter, Alvinczi Péter, Geleji Katona István; a katolikusok közül Telegdi Miklós. A barokk kor és magyar szónoklat történetének legnagyobb alakja Pázmány Péter.

### Nemzeti újjáébredés kora
A 19. század a magyar retorika virágzásának ideje. Nyelvünkkel együtt az egyházi retorika is fejlődött. Kibontakozott a homiletikai irodalom is, (Tóth Ferenc: Homilétika, Komárom, 1802), jelentős egyházi szónokok: Haynald Lajos kalocsai érsek, Schlauch Lőrinc nagyváradi bíboros, Nagy Péter erdélyi református püspök.

### Prohászka, Ravasz, Mindszenty kora
A 20. század elején Prohászka Ottokár (1858-1927) székesfehérvári katolikus püspök, Tóth Tihamér (1889-1939) veszprémi püspök, Mindszenty József (1892-1975) hercegprímás; evangélikus részről Raffay Sándor (1866-1947), református részről Ravasz László (1882-1975) dunamelléki püspök beszédei jelentősek. Prohászka rendkívül erőteljes szónok volt, stílusát neobarokknak is szokták minősíteni. Az ebben a korszakban élt egyházi szónokok kétségkívül a kor politikai szónokai közt is jelentősek.

## Politikai szónoklat
- Államalapítástól Mátyás király uralkodásának kezdetéig
- Mátyás uralkodásától a szatmári békéig
- szatmári békétől az Akadémia megalapításáig (1711–1830)
- 1830–1861
- 1861–1948
- kommunista diktatúra (1948–1989)
- demokrácia kora (1989-től)

### Az államalapítástól Mátyás koráig
Ebben a korszakban virágzott a latin nyelv, de kétségtelen, hogy a fontosabb politikai tanácskozások magyarul folytak. Bár források ezt nem támasztják alá, mégis kellett hogy legyen előzménye Szilágyi Mihály és Mátyás beszédeinek.

### A szatmári békéig
Ez a korszak a humanizmus, később a reformáció és ellenreformáció terjedésének időszaka. Nevezetes beszéd Szilágyi Mihály beszéde Mátyás királlyá választásának érdekében a Duna jegén 1458. január 1-jén. Mátyás, Vitéz János, Werbőczy István, Esterházy Miklós, Esterházy Pál, Wesselényi Ferenc és II. Rákóczi Ferenc is tehetséges szónokok voltak. Rákóczi beszédei közül a gyömrői táborban 1705-ben elhangzott beszéde maradt fenn.

### Az Akadémia megalapításáig
A politikai szónoklat fejlődését meggátolta a cenzúra. Az országgyűlések nyelve a latin volt, így latinul is szónokoltak. Az egyik legjelentősebb szónok Felsőbüki Nagy Pál volt, aki az elnyomott nép érdekeit képviselte. Hatását növelte, hogy sokszor élt a rögtönzés lehetőségével. 1825-ben lépett fel Széchenyi István is, továbbá Kölcsey beszédei említendőek.

### 1830-1861
Széchenyinek összesen 120 beszédét jegyezték fel, s ez is csak töredék. Ezek legnagyobb része felszólalás. A szónokok leginkább felirati javaslatokat tettek, így lett 1844-ben hivatalossá a magyar nyelv, ez reformkor virágkora. A legjelentősebb szónok Kossuth volt. Kedvelte a romantikus körmondat alkalmazását, zengő orgánuma és meggyőző ereje minden idők legjobb magyar szónokává avatja. Jelentősek Wesselényi Miklós, Beöthy Ödön, Deák Ferenc beszédei. Ők már ismerték az angol parlamentarizmus szónoklatait is.
Megszületett az első és máig egyetlen politikai retorikakönyv is. Szeberényi Lajos: Politikai szónoklat-tan. Alapos útmutatás nyilvános beszédekben és a parlamenti vitatkozásban (Pest, 1849).

### Szónoklat a Monarchiában és „Csonka Magyarországon”
Ebben az időben a magyar alkotmány viszonylag független volt. 1861-ben ismét erőre kaphatott a szónoklás. Jelentős Deák 1861 februárjában elmondott felirati beszéde. A kiegyezést követően tehetséges szónoknak bizonyult Tisza Kálmán, Apponyi Albert, Tisza István, de politikai szónoknak tekinthetők az egyházi szónokok, Ravasz László, Prohászka Ottokár, Mindszenty József.

### Elnyomás
A retorika csak szabad országokban virágozhat, jó példa erre a római császárkor. A kommunizmus idején a szólásszabadság hiányával a retorika háttérbe szorult. A beszédek a maguk módján jól voltak megszerkesztve, de szovjet mintákat követtek és tulajdonképp hatalmas felsorolásoknak is lehet őket tekinteni. A minták Lenin beszédei voltak. Egy-két kiemelkedő beszéd ugyan meg-megtörte az uralmat, mint Nagy Imre beszéde 1953-ban és az '56-ban elhangzott beszédek, de a propaganda erősebbnek bizonyult 1989-ig.[forrás?]

### A demokrácia kora
A mai magyar demokrácia retorikájának kezdetét Orbán Viktor Nagy Imre és társai újratemetésén elmondott beszéde jelentette, amely 1989. június 16-án hangzott el a Hősök terén.[forrás?]
A mai magyar politikai retorika még nincs részletesen feltérképezve, de kimutatható az Amerikában már honos médiaretorika hatása.

## Akadémiai és egyéb alkalmi szónoklatok
Az akadémiai beszéd egyidős a Magyar Tudományos Akadémiával. Jelentős beszédek: Kölcsey emlékbeszéde Kazinczy és Berzsenyi felett, Eötvös József emlékbeszédei Kőrösi Csoma Sándor, Szalay László és Széchenyi István felett, Toldy Ferenc beszédei, Kemény Zsigmond beszéde Vörösmarty felett, Gyulai Pál beszéde Eötvös és Arany felett.
Az alkalmi beszédek közé tartoznak a köszöntők, megnyitók beszédei, üdvözlő, beiktató, szoboravató beszédek; tágabb értelemben véve azonban ide sorolandók az emlékbeszédek és tanító beszédek is. Ilyen beszéd Déry Tibor emlékezése József Attilára.